# Michael Zetterer
Michael Zetterer (ur. 12 lipca 1995 w Monachium) – niemiecki piłkarz występujący na pozycji bramkarza w niemieckim klubie Werder Brema. Wychowanek Unterhaching, w trakcie swojej kariery grał także w takich zespołach, jak Austria Klagenfurt oraz PEC Zwolle. Młodzieżowy reprezentant Niemiec.